# Bout-du-Pont-de-Larn
Bout-du-Pont-de-Larn è un comune francese di 1 074 abitanti situato nel dipartimento del Tarn nella regione dell'Occitania.

## Società

### Evoluzione demografica
Abitanti censiti